# Les Jeunes du RPR
 (septembre 2012).
Si vous disposez d'ouvrages ou d'articles de référence ou si vous connaissez des sites web de qualité traitant du thème abordé ici, merci de compléter l'article en donnant les références utiles à sa vérifiabilité et en les liant à la section « Notes et références ».
Les Jeunes du RPR constituent la branche réunissant les jeunes du Rassemblement pour la République (RPR), fondé par Jacques Chirac en 1976. La délégation à la jeunesse avait pour ambition d'être au RPR ce que l'Union des jeunes pour le progrès (UJP) fut au mouvement gaulliste dès 1965 : elle voulait disposer d'une certaine autonomie, de la reconnaissance des anciens, de la capacité à faire des propositions politiques et de la possibilité de préparer les jeunes à assumer la relève le jour venu.

## Historique

### Les prémices
Fondée le 13 juin 1965, l'Union des jeunes pour le progrès (UJP) a été animée à ses débuts par Michel Cazenave et par Robert Grossmann, aujourd'hui élu régional alsacien. Ce dernier a imprimé fortement sa marque au mouvement des jeunes gaullistes. L'UJP a eu dès l'origine la volonté de prolonger l'œuvre du général de Gaulle, et d'en assurer la pérennité en préparant la relève. Robert Grossmann a ainsi décliné pour les jeunes le triptyque « Indépendance - Constitution - Participation » : « indépendance » de la France, dans une Europe à construire ; « constitution » (celle du 4 octobre 1958) à faire vivre et à perfectionner ; « participation » enfin, le projet inachevé du général de Gaulle, qui voulait que les ouvriers et les employés soient associés à la marche des affaires dans les entreprises privées.
En s'appropriant le troisième volet — social — du projet gaulliste, l'UJP a été longtemps regardée comme un mouvement à tendance sociale, faisant partie de ce qu'on a appelé par la suite les gaullistes de gauche. Elle a d'ailleurs appelé à voter pour Jacques Chaban-Delmas au premier tour de l'élection présidentielle de 1974, et elle a refusé de voter pour Valéry Giscard d'Estaing au second tour de l'élection présidentielle de 1981.
On doit notamment à Robert Grossmann l'accueil et la formation d'un jeune étudiant en droit, Nicolas Sarkozy, qui allait devenir trente ans plus tard président de la République, le premier à être issu des jeunes du RPR. En 1975, il participe, à la demande de Robert Grossmann, à sa première émission télévisée sur FR3 en 1975. En juin 1975, aux assises de l'UDR à Nice, Nicolas Sarkozy prend la parole pour la première fois devant les 6 000 militants : « Être jeune gaulliste, c'est être révolutionnaire », dit-il. Ce discours, qui devait durer cinq minutes, se prolongera vingt minutes sous les applaudissements des militants gaullistes.

### L'apogée
À la création du RPR, c'est Gérard Kuster qui est nommé délégué national à la jeunesse du mouvement. Il gardera ce poste jusqu'en 1981.
Le 2 décembre 1978, Nicolas Sarkozy intervient au congrès des Jeunes du RPR à Vincennes. Dans une ambiance survoltée, à la veille des élections européennes de 1979, il exhorte les militants à ne plus se battre pour une majorité de droite « qui appartient au passé », mais pour le destin d'un homme : Jacques Chirac.
En 1981, Nicolas Sarkozy est nommé président du comité de soutien des jeunes à la candidature de Jacques Chirac à la présidence de la République. Le 24 mars 1981, il donne sa première interview télévisée au journal de 20 heures de TF1. Dans le reportage, tourné au siège de campagne rue de Tilsitt, on reconnaît déjà, entre autres, Brice Hortefeux, Thierry Mariani, Marie-Thérèse Fioravante et Cyrille Emery.
Nicolas Sarkozy s'entoure de fidèles : Brice Hortefeux devient délégué départemental à la jeunesse pour les Hauts-de-Seine et Roger Karoutchi, l'un de ses adjoints. Plusieurs membres aujourd'hui élus du RPR des Hauts-de-Seine participent à l'aventure, dont Alain Aubert, Isabelle Caullery, etc. En mars 1983, il est élu — à la surprise générale — maire de Neuilly-sur-Seine, à l'âge de 28 ans.
En décembre 1981, Roger Karoutchi est nommé délégué national à la jeunesse. Il s'entoure alors d'une équipe, au sein de laquelle on retrouve, notamment, Thierry Baudier qui succède à Brice Hortefeux en tant que délégué des Hauts-de-Seine (élu municipal en 1983 à Antony aux côtés de Patrick Devedjian), Marc Teyssier d'Orfeuil, délégué départemental de Paris, Cyrille Emery, délégué pour les Yvelines (proche de Franck Borotra et Michel Péricard), Thierry Mariani, délégué départemental du Vaucluse, ou encore Marie-Thérèse Fioravante et Michel Franza. À cette époque, François Mitterrand est président de la République, et la droite sait qu'elle va devoir affronter une longue « traversée du désert ». C'est néanmoins une période riche en événements, celle où se forgent les ambitions et, parfois, les destins.
Roger Karoutchi et son équipe inventent les « universités d'été », une première dans le monde politique. La première édition aura lieu à Avignon en 1983, la seconde à Nîmes en 1984, et la troisième à Pontarlier en 1985. Devant le succès de l'événement, l'ensemble du RPR se mobilise bientôt autour de ce moment privilégié de rencontre avec les jeunes militants. Tous les partis politiques copieront ces « universités », qui deviennent chaque année une sorte de rentrée politique avant l'heure pour les élus et les hommes politiques. Nadine Morano déclare à la presse se souvenir de ses premières universités d'été, à une époque où, membre des jeunes du RPR de Meurthe-et-Moselle, elle avait été choisie pour y représenter son département. Elle sera déléguée départementale à la jeunesse de 1986 à 1989.
Par ailleurs, les Jeunes du RPR s'inventent un logo, qui reprend avec humour la symbolique des « godillots », mais sous une forme sportive : la basket.
À la mi-juillet 1985, Éric Raoult prend la responsabilité des jeunes du RPR au niveau national, avec en ligne de mire les élections législatives et régionales de mars 1986. Roger Karoutchi est nommé chargé de mission auprès du secrétaire général du RPR, Jacques Toubon. On retrouve autour d'Éric Raoult plus ou moins la même équipe : Thierry Baudier est notamment chargé des affaires internationales, Marc Teyssier d'Orfeuil et Cyrille Emery des questions universitaires, Renaud Muselier, délégué départemental des Bouches-du-Rhône, et Thierry Mariani des fédérations. En 1986, à la faveur de l'alternance, Roger Karoutchi devient conseiller politique de Philippe Séguin, nommé ministre des affaires sociales dans le gouvernement Chirac.
Alain Devaquet, nouveau ministre de l'Enseignement supérieur et de la Recherche, et ancien secrétaire général du RPR, prépare un projet de loi réformant les universités françaises. Le projet prévoyait notamment de sélectionner les étudiants à l'entrée des universités, et de mettre celles-ci en concurrence. Certains jeunes du RPR émettent des réserves dès l'origine du projet, le jugeant trop provocateur, notamment Cyrille Emery, mais ils ne seront pas entendus et en tireront les conséquences en s'éloignant du RPR. Très contesté en novembre et en décembre 1986 lors d'un mouvement étudiant et lycéen qui est notamment marqué par la mort de Malik Oussekine près de l'Odéon, le projet est finalement retiré le 8 décembre. Ce moment politique marque sans doute un tournant, qui annonce la deuxième défaite de Jacques Chirac à l'élection présidentielle de 1988.
Une étude approfondie conduite auprès des Jeunes du RPR de l'Isère par le chercheur Patrick Lecomte, pour la Revue française de science politique, montre la nature et la force de l'engagement des jeunes dans ces années 1980.

### La transition
Avec l'échec de Jacques Chirac à l'élection présidentielle de 1988, le RPR vit une période de transition. Transition des hommes, transition des idées. Il doit aussi faire face à un renouvellement de son organisation. Le financement des partis politiques, à l'initiative de Jacques Chirac en 1988, puis de Michel Rocard en 1990, est désormais assuré uniquement par les militants et par de l'argent public, distribué en fonction des résultats électoraux.
Un jeune Parisien, Nouredine Cherkaoui, devient responsable des Jeunes du RPR à la suite de Thierry Baudier qui a assuré pendant quelques mois, à la demande du secrétaire général adjoint du RPR Franck Borotra, l'interim après le départ d’Éric Raoult. Nouredine Cherkaoui est par la suite entendu dans l'affaire dite des emplois fictifs de la mairie de Paris.
Benoist Apparu, proche d'Alain Juppé, succède à Nouredine Cherkaoui en janvier 1996 en tant que secrétaire national à la Jeunesse du RPR et nomme Christophe Beaupère, délégué national à la Jeunesse, qui occupe un poste de permanent salarié au siège du RPR.
Le dernier secrétaire national des Jeunes RPR est Michaël Bullara, un proche de Michèle Alliot-Marie.
Nommé à l'automne 2000, celui-ci a pour feuille de route les élections municipales et cantonales de mars 2001 puis la préparation de l'élection présidentielle de 2002.
Dès son arrivée, il met en place un tour de France de toutes les fédérations et l'organisation de conventions régionales (Conventions des Jeunes en Mouvement), ainsi que des opérations nationales comme les « Mercredi en Mouvement », les « Assises sur la Santé des Jeunes » puis, grâce à un travail de débat sur tous les sujets et dans tous les départements, les Jeunes RPR contribuent au programme de Jacques Chirac.
Michaël Bullara présente en janvier 2002, la synthèse des travaux réalisés avec l'édition d'un livret de propositions concrètes : Paroles de Jeunes conçu par le pôle réflexion des Jeunes gaullistes animé par Frédéric Carteron. Michaël Bullara sera ensuite l'un des pilotes de la campagne du candidat à la présidentielle ; il sera notamment responsable des « Jeunes en Mouvement avec la France ».
Il assure la présence des jeunes lors du congrès fondateur de l'UMP en novembre 2002 et la transition durant les premiers mois d'existence des jeunes de l'UMP, jusqu'en février 2003.

### Vers les Jeunes Populaires
Élue présidente du RPR par les militants, Michèle Alliot-Marie, puis Serge Lepeltier, doivent organiser la fin du mouvement gaulliste en préparant une fusion avec l'aile libérale, indépendante et centriste de la droite. C'est la naissance de l'Union pour un mouvement populaire (UMP), en 2002.
Avec la création de l'UMP, la question d'une structure politique pour prendre la suite des Jeunes du RPR se pose. C'est en février 2003 que les Jeunes Populaires sont officiellement créés par Alain Juppé, alors président de l'UMP. À sa tête, il nomme Marie Guevenoux, ancienne responsable des Jeunes avec Alain Madelin, . Une page est tournée.

## Direction
Secrétaires et délégués nationaux à la Jeunesse successifs :
- Gérard Kuster ;
- Nicolas Sarkozy ;
- Roger Karoutchi ;
- Éric Raoult ;
- Thierry Baudier (interim) ;
- Hervé Mécheri ;
- Nouredine Cherkaoui ;
- Benoist Apparu ;
- Florent Longuépée ;
- Vincent Roger ;
- Franck Giovannucci ;
- Jean-Baptiste Barberot ;
- Michaël Bullara.